# 22 (chanson de Sarah McTernan)
Pour les articles homonymes, voir 22.
Chansons représentant l'Irlande au Concours Eurovision de la chanson
Together
(2018) Story of My Life
(2020)
22 est une chanson interprétée par Sarah McTernan ayant été sélectionnée pour représenter l'Irlande au Concours Eurovision de la chanson 2019 à Tel-Aviv en Israël.

## À l'Eurovision
La chanson représentera l'Irlande au Concours Eurovision de la chanson 2019, après qu'elle et son interprète Sarah McTernan ont été sélectionnées en interne par le radiodiffuseur Irlandais, Raidió Teilifís Éireann (RTE). La chanson est officiellement présentée le 8 mars 2019 

22 participera à la 2ème demi-finale de l' Eurovision 2019 le 16 mai 2019 à Tel-Aviv. Elle finit à la dix-huitième place et dernière avec 16 points ne se qualifiant pas pour la finale.